# Station Shimmori-Furuichi
Station Shimmori-Furuichi  (新森古市駅,  Shimmori-Furuichi-eki) is een metrostation in de wijk Asahi-ku in Osaka, Japan. Het wordt aangedaan door de Imazatosuji-lijn.

## Treindienst

### Imazatosuji-lijn(stationsnummer I16)
| 1 | ■ Imazatosuji-lijn | richting Gamō Yonchōme, Midoribashi en Imazato |
| 2 | ■ Imazatosuji-lijn | richting Taishibashi-Imaichi en Itakano        |

## Geschiedenis
Het station werd in december 2006 geopend.

## Overig openbaar vervoer
Bussen 33, 45 en 78

## Stationsomgeving
- Autoweg 163
- Autoweg 479
- Tsutaya
- MOS Burger
- McDonald's
- Kentucky Fried Chicken

Itakano · Zuikō Yonchōme · Daidō-Toyosato · Taishibashi-Imaichi · Shimizu · Shimmori-Furuichi · Sekime-Seiiku · Gamō Yonchōme · Shigino · Midoribashi · Imazato